# Бибило, Пётр Николаевич
Бибило Петр Николаевич (род. 7 июля 1953) — белорусский учёный в области кибернетики и информатики, заведующий лабораторией логического проектирования Объединенного института проблем информатики НАН Беларуси, доктор технических наук, профессор.

## Биография
Основные научные работы относятся к теории дискретных устройств и автоматизации проектирования дискретных устройств и цифровых сверхбольших интегральных схем (СБИС). Разработал методы декомпозиции булевых функций и систем, основанные на решении логических уравнений, методы декомпозиции интервальных форм систем булевых функций, методы синтеза дискретных устройств в базисе программируемых структур. Получил оценки сложности комбинационных схем из мультиплексоров и программируемых логических матриц. На основе концепции разрезания шин разработал методы и алгоритмы минимизации площади матричных структур, предложил ряд новых структур заказных цифровых СБИС. Разработал взаимосогласованный набор языков, позволяющих поддерживать процесс сквозного проектирования управляющей логики заказных цифровых СБИС и информационную технологию «кремниевой компиляции» для макроэлементов, реализующих управляющую логику. Предложил продукционно-фремовую модель представления знаний в системах автоматизированного проектирования. Инициатор внедрения в практику проектирования языка VHDL.
Автор более 400 научных работ. Подготовил 8 кандидатов наук.
Является членом докторского совета по защите диссертаций, членом редколлегии журнала «Информатика», членом общего собрания НАН Беларуси. Принимает участие в подготовке специалистов микроэлектронной промышленности, работая по совместительству на должности профессора кафедры электронных вычислительных средств Белорусского государственного университета информатики и радиоэлектроники, читает курсы «Основы проектирования электронных вычислительных средств», «Проектирование цифровых систем на языках описания аппаратуры».
Являлся председателем Оргкомитетов семи международных научных конференций «Computer-Aided Design of Discrete Devices» (1995 г., 1997 г., 1999 г., 2001 г., 2004 г., 2007 г., 2010 г.).
Инициатор создания сайта www.bsuir.by/VHDL/ по языку VHDL описания цифровых систем.

## Награды
- Медаль Франциска Скорины
- Премия НАН Беларуси
- Юбилейная медаль «В честь 80-летия НАН Беларуси»
- Юбилейная медаль «В честь 90-летия НАН Беларуси»
- Почетная грамота НАН Беларуси
- Почетные грамоты ВАК Беларуси

## Избранные публикации
- Бибило П. Н., Енин С. В. Синтез комбинационных схем методами функциональной декомпозиции. Минск: Наука и техника, 1987. — 189 с.
- Бибило П. Н. Синтез комбинационных ПЛМ-структур для СБИС . — Минск: Наука и техника, 1992, 232 с.
- Бибило П. Н. Кремниевая компиляция заказных СБИС. — Минск: Ин-т техн. кибернетики АНБ, 1996. — 268 с.
- Бибило П. Н. Основы языка VHDL. Минск: Ин-т техн. кибернетики НАН Беларуси, 1999. — 202 с.
- Бибило П. Н. Основы языка VHDL. Москва: Солон-Р, 2000. — 200 с.
- Бибило П. Н. Синтез логических схем с использованием языка VHDL Москва: Солон-Р, 2002. — 384 с.
- Бибило П. Н. Основы языка VHDL. Второе издание. Москва: Солон-Р, 2002. — 224 с.
- Бибило П. Н. Cистемы проектирования интегральных схем на основе языка VHDL. StateCAD, ModelSim, LeonardoSpectrum. М.: СОЛОН-Пресс, 2005. — 384 с.
- Бибило П. Н., Авдеев Н. А. VHDL. Эффективное использование при проектировании цифровых систем. М.: СОЛОН-Пресс, 2006. — 344 с.
- Бибило П. Н. Основы языка VHDL. Изд. 3-е, доп. М.: Изд. ЛКИ, 2007. — 328 с.
- Бибило П. Н. Декомпозиция булевых функций на основе решения логических уравнений. — Минск: Беларус. навука, 2009. — 211 с.
- Бибило П. Н. Основы языка VHDL: Учебное пособие. Изд. 4-е. — М.: Книжный дом «ЛИБРОКОМ», 2009. — 328 с.
- Бибило П. Н. Задачи по проектированию логических схем c использованием языка VHDL. М.: Изд-во ЛКИ, 2010. — 328 с.
- Бибило П. Н., Романов В. И. Логическое проектирование дискретных устройств с использованием продукционно-фреймовой модели представления знаний. — Минск: Беларус. навука, 2011. — 279 с.
- Бибило П. Н. Основы языка VHDL: Учебное пособие. Изд. 5-е. — М.: Книжный дом «ЛИБРОКОМ», 2012. — 328 с.
- Бибило П. Н. Основы языка VHDL: Учебное пособие. Изд. 6-е. — М.: Книжный дом «ЛИБРОКОМ», 2014. — 328 с.
- Бибило П. Н., Романов В. И. Логическое проектирование дискретных устройств с использованием продукционно-фреймовой модели представления знаний. — М.: ЛЕНАНД, 2014. — 256 с.
- Бибило П. Н. Применение диаграмм двоичного выбора при синтезе логических схем. — Минск: Беларуская навука, 2014. — 231 с.
- Бибило П. Н. Задачи по проектированию логических схем c использованием языка VHDL. Изд 2, стереотип. М.: Изд-во ЛКИ, 2015. — 328 с.
- Бибило П. Н. Основы языка VHDL: Учебное пособие. Изд. 7-е. — М.: Книжный дом «ЛИБРОКОМ», 2016. — 328 с.
- Бибило П. Н., Авдеев Н. А. Моделирование и верификация цифровых систем на языке VHDL. — М.: ЛЕНАНД, 2017. — 344 с.
- Бибило П. Н. Основы языка VHDL: Учебное пособие. Изд. 8-е. — М.: Книжный дом «ЛИБРОКОМ», 2020. — 328 с.
- Бибило П. Н., Авдеев Н. А., Романов В. И. Функциональная верификация VHDL-описаний синхронных цифровых устройств. — М.: ЛЕНАНД, 2020. — 328 с.